# 華中藥業
華中藥業股份有限公司（Huazhong Pharmaceutical Company Limited），中國兵器裝備集團，和南方工业资产管理有限责任公司聯營公司，1990年由前身「國營華中製藥廠」成立，主要業務医药产品的研发、生产和销售等。
現任董事長及總經理為刘玉亭。旗下企業湖北制药有限公司、湖北二九五科技有限公司、襄樊二九五药品经营有限公司。

## 外部連結
- 華中藥業股份有限公司 （页面存档备份，存于）